# Futball Klub Energetik Mary
FK Energetik é um clube de futebol do Turcomenistão com sede na cidade de Mary, na província de Mary. Fundada em 2010, jogou sua primeira temporada em 2015. O clube atingiu a terceira posição em 2016, sua maior conquista.

## História
A equipe foi criada em 2010 como FC Kuwwat. Em 2010-2014 serviu entre equipes amadoras na primeira divisão do Turcomenistão sob o treinador Arseniý Ýüzbaşýan. Em 2014, o time venceu a Primeira Liga do Turcomenistão, que equivale a segunda divisão, e ganhou o direito de participar da Primeira divisão do Campeonato Turcomeno de Futebol. Em 2015, o clube mudou seu nome para FK Energetik e recebeu o status de profissional. Com a nova temporada, o clube foi dirigido Rahym Kurbanmämmedow, ajude-o em seu trabalho com uma equipe Aleksandr Klimenko e Dmitriý Hasanow. O jogo de estréia no 2015 Ýokary Liga, realizado em 6 de março de 2015, o FC Energetik foi derrotado pelo FK Ahal (0: 6).

## Conquistas
Ýokary Liga
Birinji liga (1) 2014
Copa do Turcomenistão
- Finalista : 2018